# Arbekacină
Arbekacina este un antibiotic din clasa aminoglicozidelor, derivat de kanamicină, fiind utilizat în tratamentul unor infecții bacteriene (inclusiv cele cu stafilococ auriu meticilino-rezistent). Căile de administrare disponibile sunt intravenoasă, intramusculară, inhalatorie și oftalmică.

## Reacții adverse
Ototoxicitate și nefrotoxicitate.